# Grandvilliers (Eure)
Grandvilliers ist eine ehemalige französische Gemeinde mit 315 Einwohnern (Stand: 2020) im Département Eure in der Region Normandie (vor 2016 Haute-Normandie). Sie gehörte zum Arrondissement Bernay (bis 2017: Arrondissement Évreux). Die Einwohner werden Grandvillois und Grandvilloises genannt.
Der Erlass vom 20. November 2018 legte mit Wirkung zum 1. Januar 2019 die Eingliederung von Grandvilliers als Commune déléguée zusammen mit den früheren Gemeinden Mesnils-sur-Iton, Buis-sur-Damville und Roman zur neuen Commune nouvelle Mesnils-sur-Iton fest.

## Geographie
Grandvilliers liegt etwa 24 Kilometer südsüdwestlich von Évreux und etwa 45 Kilometer südöstlich von Bernay in der Landschaft Roumois.
Umgeben wird Grandvilliers von den Nachbargemeinden und anderen Communes déléguées von Mesnils-sur-Iton:
| Roman (Commune déléguée) |                                             | Buis-sur-Damville (Commune déléguée) |
| Sainte-Marie-d’Attez     | Kompassrose, die auf Nachbargemeinden zeigt |                                      |
| L’Hosmes                 | Breux-sur-Avre                              | Droisy                               |

## Geschichte
1995 wurde die bis dahin eigenständige Gemeinde Hellenvilliers eingemeindet.

## Bevölkerungsentwicklung
| Grandvilliers: Einwohnerzahlen von 1793 bis 2020                                                                           | Grandvilliers: Einwohnerzahlen von 1793 bis 2020 | Grandvilliers: Einwohnerzahlen von 1793 bis 2020 | Grandvilliers: Einwohnerzahlen von 1793 bis 2020 | Grandvilliers: Einwohnerzahlen von 1793 bis 2020 |
| --- | ------------------------------------------------ | ------------------------------------------------ | ------------------------------------------------ | ------------------------------------------------ |
| Jahr |                                                  |                                                  |                                                  | Einwohner                                        |
| 1793 | 1793                                             |                                                  | 295                                              | 295                                              |
| 1800 | 1800                                             |                                                  | 275                                              | 275                                              |
| 1806 | 1806                                             |                                                  | 323                                              | 323                                              |
| 1821 | 1821                                             |                                                  | 297                                              | 297                                              |
| 1831 | 1831                                             |                                                  | 327                                              | 327                                              |
| 1836 | 1836                                             |                                                  | 349                                              | 349                                              |
| 1841 | 1841                                             |                                                  | 334                                              | 334                                              |
| 1846 | 1846                                             |                                                  | 318                                              | 318                                              |
| 1851 | 1851                                             |                                                  | 321                                              | 321                                              |
| 1856 | 1856                                             |                                                  | 295                                              | 295                                              |
| 1861 | 1861                                             |                                                  | 283                                              | 283                                              |
| 1866 | 1866                                             |                                                  | 258                                              | 258                                              |
| 1872 | 1872                                             |                                                  | 268                                              | 268                                              |
| 1876 | 1876                                             |                                                  | 248                                              | 248                                              |
| 1881 | 1881                                             |                                                  | 233                                              | 233                                              |
| 1886 | 1886                                             |                                                  | 240                                              | 240                                              |
| 1891 | 1891                                             |                                                  | 228                                              | 228                                              |
| 1896 | 1896                                             |                                                  | 211                                              | 211                                              |
| 1901 | 1901                                             |                                                  | 180                                              | 180                                              |
| 1906 | 1906                                             |                                                  | 189                                              | 189                                              |
| 1911 | 1911                                             |                                                  | 184                                              | 184                                              |
| 1921 | 1921                                             |                                                  | 190                                              | 190                                              |
| 1926 | 1926                                             |                                                  | 181                                              | 181                                              |
| 1931 | 1931                                             |                                                  | 198                                              | 198                                              |
| 1936 | 1936                                             |                                                  | 204                                              | 204                                              |
| 1946 | 1946                                             |                                                  | 196                                              | 196                                              |
| 1954 | 1954                                             |                                                  | 224                                              | 224                                              |
| 1962 | 1962                                             |                                                  | 235                                              | 235                                              |
| 1968 | 1968                                             |                                                  | 208                                              | 208                                              |
| 1975 | 1975                                             |                                                  | 184                                              | 184                                              |
| 1982 | 1982                                             |                                                  | 160                                              | 160                                              |
| 1990 | 1990                                             |                                                  | 185                                              | 185                                              |
| 1999 | 1999                                             |                                                  | 334                                              | 334                                              |
| 2006 | 2006                                             |                                                  | 351                                              | 351                                              |
| 2013 | 2013                                             |                                                  | 351                                              | 351                                              |
| 2020 | 2020                                             |                                                  | 315                                              | 315                                              |
| Quelle(n): EHESS/Cassini bis 1999, INSEE ab 2006 Anmerkung(en): Ab 1962 offizielle Zahlen ohne Einwohner mit Zweitwohnsitz |                                                  |                                                  |                                                  |                                                  |

## Sehenswürdigkeiten
- Kirche Saint-Martin aus dem 16. Jahrhundert, Eingangsportal seit 1954 als Monument historique eingeschrieben
- Schloss Hellenvilliers aus dem 15./16. Jahrhundert, seit 1952 als Monument historique eingeschrieben

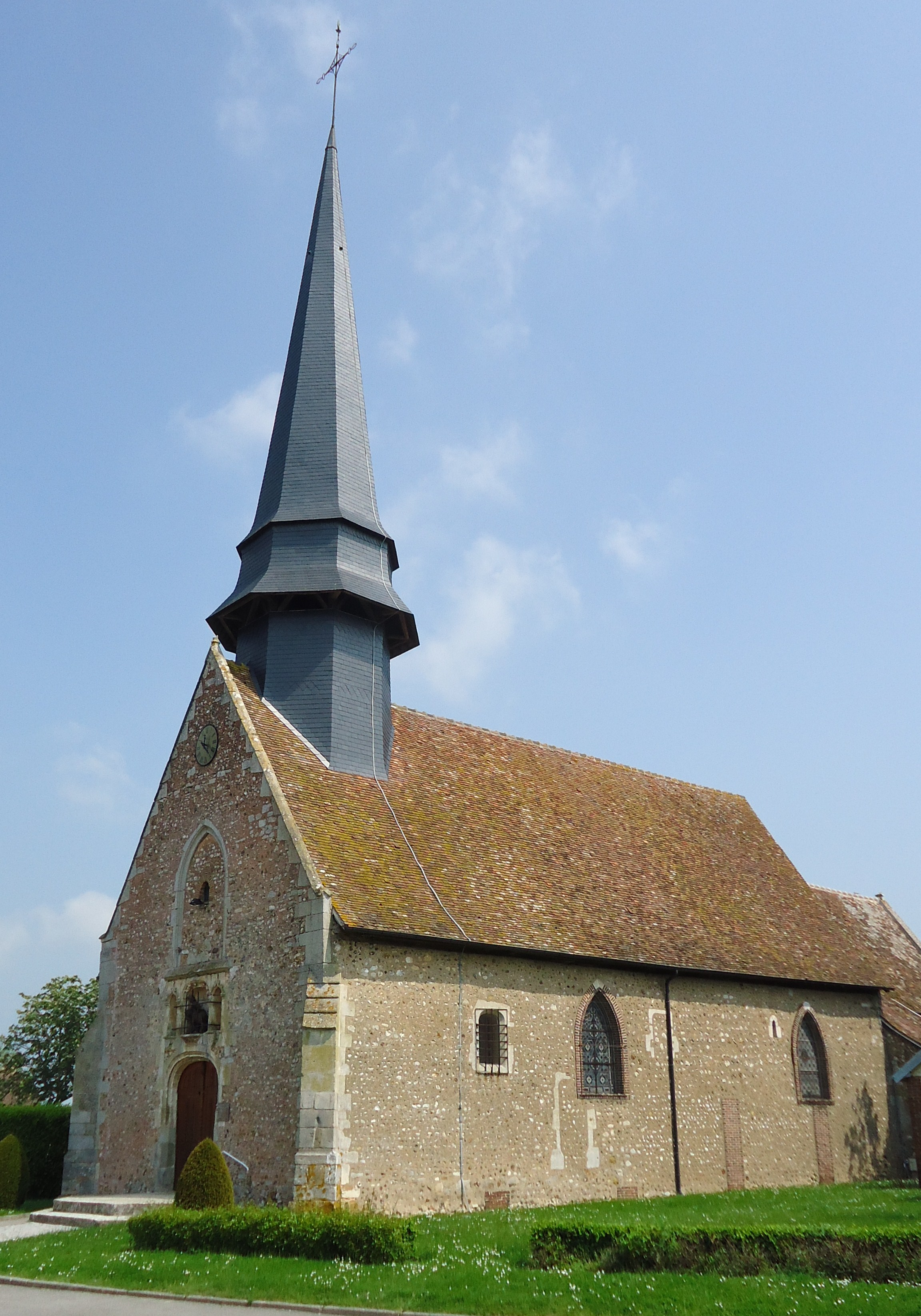
Kirche Saint-Martin
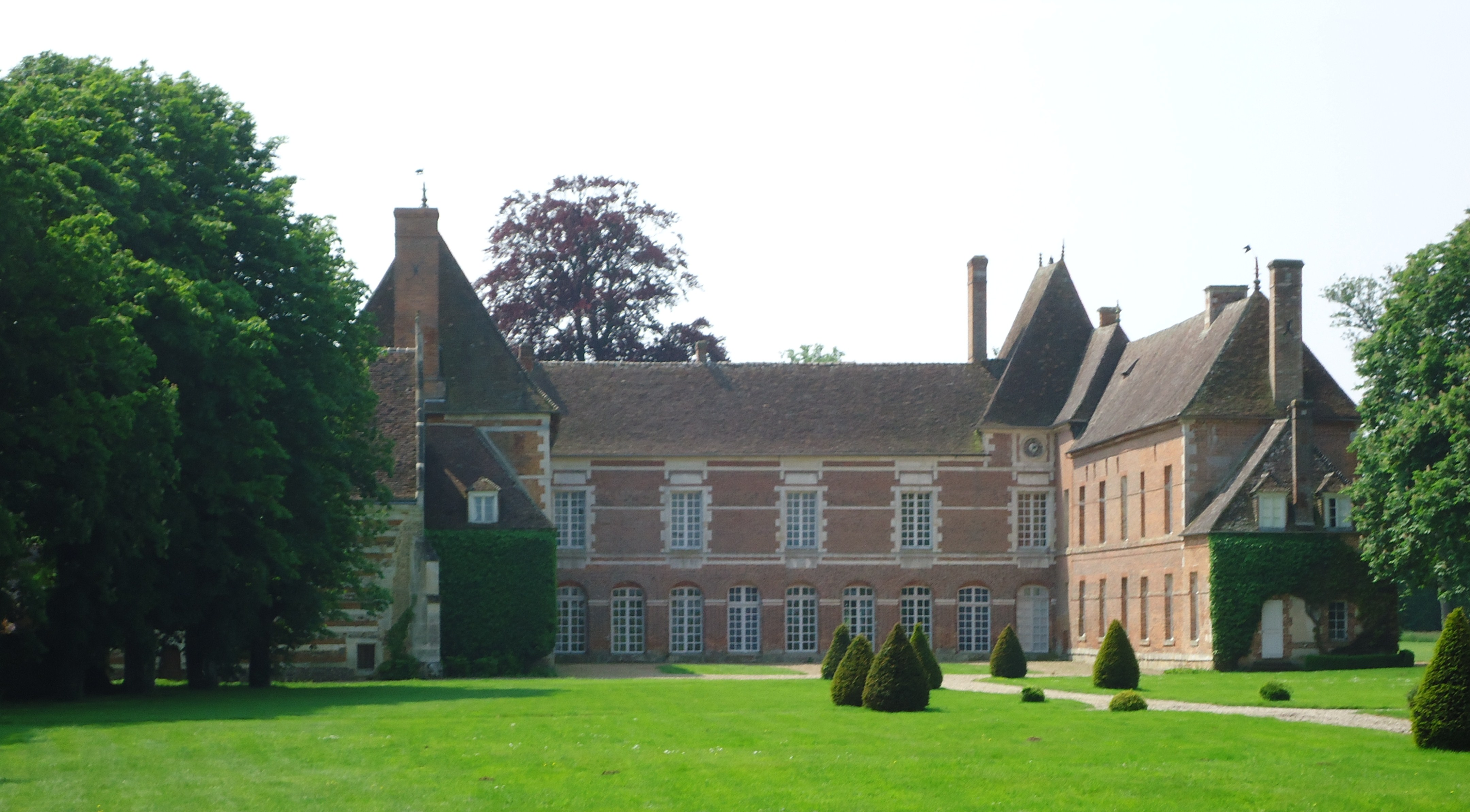
Schloss Hellenvilliers